# Elaeocarpus acmosepalus
Elaeocarpus acmosepalus é uma espécie de angiospérmica in the Elaeocarpaceae family.
Pode ser encontrada nos seguintes países:  Malásia e Singapura.
Está ameaçada por perda de habitat.